# Дупілумаб
Дупілумаб (англ. Dupilumab) — людське рекомбінантне антитіло(IgG4), що застосовують у лікуванні алергічних реакцій, у тому числі астма, атопічні дерматити. Зареєстрований під назвою Дупіксент(Dupixent). Фармакологічна дія полягає у блокуванні рецепторів, що сприймають сигнали «тривоги» від інтерлейкінів(ІЛ-4 та ІЛ-13). Рецептори блокуються шляхом зв'язування антитіла із IL-4Rα-субодиницею рецепторів, спільних для ІЛ-4 та ІЛ-13. Таким чином, дупілумаб інгібує запальну реакцію. Дані інтрелейкіни є основними цитокінами запалень 2-го типу, залученими в патогенез атопічних захворювань[1][2].

## Спосіб отримання
Новітньою технологією в отриманні моноклональних антитіл, а саме чисто людських моноклональних антитіл, є метод фагового дисплею, який полягає у вбудовуванні гену, який кодує необхідний білок (у тому числі необхідні антитіла), у генотип бактеріофага, внаслідок чого він починає відтворювати цей білок на своїй оболонці, що дає можливість пізніше методом так званої білкової інженерії отримувати цей білок у необхідних кількостях.

## Побічні ефекти
Інфекційні захворювання- герпес ротової порожнини, простий герпес;
З боку кровотворення- часто еозинофілія;
З боку зору- кон'юнктивіт (алегргічний або бактеріальний), зуд в очах, блфарит;
Алергічні реакції- рідко анафілаксія;
Місцеві реакції- зуд у місці ін'єкції, набряк.